# Nội các Nhật Bản
Nội các Nhật Bản (内閣 (Nội các) Naikaku) là nhánh hành pháp của chính quyền ở Nhật Bản. Đứng đầu nội các là Thủ tướng (総理大臣 (Tổng lý Đại thần) Sori Daijin). Giúp việc cho Thủ tướng là các Bộ trưởng (大臣 (Đại Thần) Daijin). Thủ tướng do Quốc hội Nhật Bản bổ nhiệm. Còn bổ nhiệm và miễn nhiệm các bộ trưởng sẽ thuộc quyền của Thủ tướng. Tập thể Nội các chịu trách nhiệm trước Quốc hội và phải từ chức hoặc xin Thiên hoàng giải tán Chúng Nghị viện nếu bị Chúng Nghị viện mất tín nhiệm.
Nội các Nhật Bản hiện đại được thành lập theo Hiến pháp năm 1946 của Nhật Bản. Trước đó, trong thời kỳ Đế quốc Nhật Bản, Nội các được thành lập theo Hiến pháp Đại Nhật Bản Đế quốc và là một cơ quan dưới quyền của Thiên hoàng.
Hiến pháp của Đế quốc Nhật Bản có Thiên hoàng là nguyên thủ quốc gia, nhưng Hiến pháp hiện hành của Nhật Bản không có quy định nào liên quan đến nguyên thủ quốc gia, và có nhiều giả thuyết khác nhau như giả thuyết cho rằng Nội các (hoặc thủ tướng) là nguyên thủ quốc gia.
Đa số các giả thuyết do Nội các đứng đầu, cơ quan có thẩm quyền ký kết các hiệp ước, miễn trừ các cơ quan đại diện ngoại giao và xử lý các mối quan hệ ngoại giao, hoặc đứng đầu là Thủ tướng, người đại diện cho Nội các với tư cách là người đứng đầu cơ quan hành chính.

## Bổ nhiệm

Biểu tượng của Thủ tướng Nhật Bản và Nội các Nhật Bản

Theo Hiến pháp, các Bộ trưởng được Thủ tướng lựa chọn và bổ nhiệm. Phần lớn thành viên của Nội các, bao gồm cả Thủ tướng phải là đại biểu của một trong hai viện thuộc Quốc hội và tất cả thành viên đều phải là dân sự. Theo Luật Nội các năm 2001, số lượng Bộ trưởng không được quá 14 người, tuy nhiên, trong trường hợp đặc biệt, vẫn có thể lên đến 17 người. Trong trường hợp Nội các từ chức tập thể, Nội các vẫn phải điều hành công việc cho đến khi có một Thủ tướng mới được bổ nhiệm. Trong khi tại nhiệm, các hoạt động pháp lý vẫn có thể chống lại các Bộ trưởng mà không cần có sự đồng ý của Thủ tướng.
Nội các phải từ chức tập thể trong những trường hợp sau:
- Khi bị Chúng Nghị viện viện bỏ phiếu bất tín nhiệm, trừ phi Chúng Nghị viện giải tán trong vòng 10 ngày;
- Tùy theo quyết định trong lần nhóm họp đầu tiên của Quốc hội khi Hạ viện mới được bầu ra qua tổng tuyển cử (ngay cả khi toàn bộ bộ trưởng sau đó được tái bổ nhiệm);
- Khi vị trí Thủ tướng bị bỏ trống, hoặc khi Thủ tướng tuyên bố ý định từ chức.

## Quyền lực của Nội các
Nội các Nhật Bản có thể hành xử hai loại quyền lực. Một loại thực hiện thông qua Nhật hoàng theo thỉnh cầu và tư vấn của Nội các. Một loại nữa do Nội các trực tiếp thực hiện. Trái với nhiều nước theo chế độ quân chủ lập hiến khác, hoàng đế Nhật Bản không phải là nguyên thủ quốc gia về ngành hành pháp. Hiến pháp Nhật Bản đã trao toàn bộ công việc hành pháp cho Nội các.

### Các quyền lực thực hiện quaThiên hoàng
- Triệu tập Quốc hội
- Giải tán Hạ viện
- Tuyên bố tổng tuyển cử Quốc hội
- Tiến hành các nghi lễ.

### Các quyền lực tuyệt đối
Chương 5, điều 73 của Hiến pháp Nhật Bản quy định chức năng của nội các:
- Thi hành pháp luật một cách trung thực, quản lí nhà nước;
- Quản lí các chính sách ngoại giao;
- Kí kết hiệp ước, nhưng phải có sự phê chuẩn của Quốc hội;
- Quản lí các dịch vụ công theo các tiêu chuẩn được pháp luật quy định;
- Dự toán ngân sách sách để đệ trình Quốc hội;
- Ban hành các sắc lệnh để thi hành hiến pháp và đạo luật, tuy nhiên không thể quy định những quy tắc hình sự nếu không được ủy quyền theo  quy định của pháp luật.

Qua đó, có thể hiểu quyền lực của nội các là:
- Thực thi pháp luật
- Chính sách đối ngoại
- Ký kết các hiệp ước (với sự phê chuẩn của Quốc hội)
- Quản lý các dịch vụ công cộng
- Lập dự toán ngân sách trung ương (phải được Quốc hội phê chuẩn)
- Phê chuẩn các nghị định của Nội các
- Quyết định đại xá, đặc xá, phạt, giảm tội, khôi phục quyền
- Tất cả các luật và nghị định Nội các đều do Bộ trưởng liên quan ký

## Danh sách Nội các thời kỳ Đế quốc Nhật Bản

### Thời kỳ Minh Trị (1885 – 1912）
| TT | Nội các                 | Nhiệm kỳ                                    | Thủ tướng           | Ảnh |
| -- | ----------------------- | ------------------------------------------- | ------------------- | --- |
| 1  | Nội các Itō lần 1       | 22 tháng 12 năm 1885 – 30 tháng 4 năm 1888  | Itō Hirobumi        |     |
| 2  | Nội các Kuroda          | 30 tháng 4 năm 1888 – 25 tháng 10 năm 1889  | Kuroda Kiyotaka     |     |
| ─  | Nội các Sanjō           | 25 tháng 10 năm 1889 – 24 tháng 12 năm 1889 | Sanjō Sanetomi      |     |
| 3  | Nội các Yamagata lần 1  | 24 tháng 12 năm 1889 – 6 tháng 5 năm 1891   | Yamagata Aritomo    |     |
| 4  | Nội các Matsukata lần 1 | 6 tháng 5 năm 1891 – 8 tháng 8 năm 1892     | Matsukata Masayoshi |     |
| 5  | Nội các Itō lần 2       | 8 tháng 8 năm 1892 – 31 tháng 8 năm 1896    | Itō Hirobumi        |     |
| 6  | Nội các Matsukata 2     | 18 tháng 9 năm 1896 – 12 tháng 1 năm 1898   | Matsukata Masayoshi |     |
| 7  | Nội các Itō lần 3       | 12 tháng 1 năm 1898 – 30 tháng 6 năm 1898   | Itō Hirobumi        |     |
| 8  | Nội các Ōkuma lần 1     | 30 tháng 6 năm 1898 – 8 tháng 11 năm 1898   | Ōkuma Shigenobu     |     |
| 9  | Nội các Yamagata lần 2  | 8 tháng 11 năm 1898 – 19 tháng 10 năm 1900  | Yamagata Aritomo    |     |
| 10 | Nội các Itō lần 4       | 19 tháng 10 năm 1900 – 10 tháng 5 năm 1901  | Itō Hirobumi        |     |
| 11 | Nội các Katsura lần 1   | 2 tháng 6 năm 1901 – 7 tháng 1 năm 1906     | Katsura Tarō        |     |
| 12 | Nội các Saionji lần 1   | 7 tháng 1 năm 1906 – 14 tháng 7 năm 1908    | Saionji Kinmochi    |     |
| 13 | Nội các Katsura lần 2   | 14 tháng 7 năm 1908 – 30 tháng 8 năm 1911   | Katsura Tarō        |     |
| 14 | Nội các Saionji lần 2   | 30 tháng 8 năm 1911 – 21 tháng 12 năm 1912  | Saionji Kinmochi    |     |

### Thời kỳ Đại Chính（1912 – 1926）
| TT | Nội các                 | Nhiệm kỳ                                   | Thủ tướng          | Ảnh |
| -- | ----------------------- | ------------------------------------------ | ------------------ | --- |
| 15 | Nội các Katsura lần 3   | 21 tháng 12 năm 1912 – 20 tháng 2 năm 1913 | Katsura Tarō       |     |
| 16 | Nội các Yamamoto lần 1  | 20 tháng 2 năm 1913 – 16 tháng 4 năm 1914  | Yamamoto Gonbee    |     |
| 17 | Nội các Ōkuma lần 2     | 16 tháng 4 năm 1914 – 9 tháng 10 năm 1916  | Ōkuma Shigenobu    |     |
| 18 | Nội các Terauchi        | 9 tháng 10 năm 1916 – 29 tháng 9 năm 1918  | Terauchi Masatake  |     |
| 19 | Nội các Hara            | 29 tháng 9 năm 1918 – 4 tháng 11 năm 1921  | Hara Takashi       |     |
| 20 | Nội các Takahashi       | 13 tháng 11 năm 1921 – 12 tháng 6 năm 1922 | Takahashi Korekiyo |     |
| 21 | Nội các Katō Tomosaburō | 12 tháng 6 năm 1922 – 24 tháng 8 năm 1923  | Katō Tomosaburō    |     |
| 22 | Nội các Yamamoto lần 2  | 2 tháng 9 năm 1923 – 7 tháng 1 năm 1924    | Yamamoto Gonbee    |     |
| 23 | Nội các Kiyoura         | 7 tháng 1 năm 1924 – 11 tháng 6 năm 1924   | Kiyoura Keigo      |     |
| 24 | Nội các Katō Takaaki    | 11 tháng 6 năm 1924 – 28 tháng 1 năm 1926  | Katō Takaaki       |     |
| 24 | Nội các Katō Takaaki    | 28 tháng 1 đến 30 tháng 1 năm 1926         | Katō Takaaki       |     |
| 25 | Nội các Wakatsuki lần 1 | 30 tháng 1 năm 1926 – 20 tháng 4 năm 1927  | Wakatsuki Reijirō  |     |

### Thời kỳ Chiêu Hòa（Tiền chiến, 1926 – 1947）
| TT | Nội các                 | Nhiệm kỳ                                                                      | Thủ tướng            | Ảnh |
| -- | ----------------------- | ----------------------------------------------------------------------------- | -------------------- | --- |
| 26 | Nội các Tanaka Giichi   | 20 tháng 4 năm 1927 – 2 tháng 7 năm 1929                                      | Tanaka Giichi        |     |
| 27 | Nội các Hamaguchi       | 2 tháng 7 năm 1929 – 14 tháng 4 năm 1931                                      | Hamaguchi Osachi     |     |
| 28 | Nội các Wakatsuki lần 2 | 14 tháng 4 năm 1931 – 13 tháng 12 năm 1931                                    | Wakatsuki Reijirō    |     |
| 29 | Nội các Inukai          | 13 tháng 12 năm 1931 – 26 tháng 5 năm 1932                                    | Inukai Tsuyoshi      |     |
| 30 | Nội các Saitō           | 26 tháng 5 năm 1932 – 8 tháng 7 năm 1934                                      | Saitō Makoto         |     |
| 31 | Nội các Okada           | 8 tháng 7 năm 1934 – 9 tháng 3 năm 1936                                       | Okada Keisuke        |     |
| 32 | Nội các Hirota          | 9 tháng 3 năm 1936 – 2 tháng 2 năm 1937                                       | Hirota Kōki          |     |
| 33 | Nội các Hayashi         | 2 tháng 2 năm 1937 – 4 tháng 6 năm 1937                                       | Hayashi Senjūrō      |     |
| 34 | Nội các Konoe lần 1     | 4 tháng 6 năm 1937 – 5 tháng 1 năm 1939                                       | Konoe Fumimaro       |     |
| 35 | Nội các Hiranuma        | 5 tháng 1 năm 1939 – 30 tháng 8 năm 1939                                      | Hiranuma Kiichirō    |     |
| 36 | Nội các Abe Nobuyuki    | 30 tháng 8 năm 1939 – 16 tháng 1 năm 1940                                     | Abe Nobuyuki         |     |
| 37 | Nội các Yonai           | 16 tháng 1 năm 1940 – 22 tháng 7 năm 1940                                     | Yonai Mitsumasa      |     |
| 38 | Nội các Konoe lần 2     | 22 tháng 7 năm 1940 – 18 tháng 7 năm 1941                                     | Konoe Fumimaro       |     |
| 39 | Nội các Konoe lần 3     | 18 tháng 7 năm 1941 - 18 tháng 10 năm 1941                                    | Konoe Fumimaro       |     |
| 40 | Nội các Tōjō            | 18 tháng 10 năm 1941 – 22 tháng 7 năm 1944                                    | Tōjō Hideki          |     |
| 41 | Nội các Koiso           | 22 tháng 7 năm 1944 – 7 tháng 4 năm 1945                                      | Koiso Kuniaki        |     |
| 42 | Nội các Suzuki Kantarō  | 7 tháng 4 năm 1945 – 17 tháng 8 năm 1945                                      | Suzuki Kantarō       |     |
| 43 | Nội các Hirashikuni     | 17 tháng 8 năm 1945 – 9 tháng 10 năm 1945 (Nội các tồn tại ngắn nhất lịch sử) | Higashikuni Naruhiko |     |
| 44 | Nội các Shindehara      | 9 tháng 10 năm 1945 – 22 tháng 5 năm 1946                                     | Shidehara Kijūrō     |     |
| 45 | Nội các Yoshida lần 1   | 22 tháng 5 năm 1946 – 24 tháng 5 năm 1947                                     | Yoshida Shigeru      |     |

## Danh sách Nội các thời kỳ Nhật Bản hiện đại

### Thời kỳ Chiêu Hòa (Hậu chiến, 1947 – 1989）
| TT | Nội các                      | Nội các                      | Nhiệm kỳ                                    | Thủ tướng                     | Ảnh |
| -- | ---------------------------- | ---------------------------- | ------------------------------------------- | ----------------------------- | --- |
| 46 | Nội các Katayama             | Nội các Katayama             | 24 tháng 5 năm 1947 – 10 tháng 3 năm 1948   | Katayama Tetsu                |     |
| 47 | Nội các Ashida               | Nội các Ashida               | 10 tháng 3 năm 1948 – 15 tháng 10 năm 1948  | Ashida Hitoshi                |     |
| 48 | Nội các Yoshida lần 2        | Nội các Yoshida lần 2        | 15 tháng 10 năm 1948 – 16 tháng 2 năm 1949  | Yoshida Shigeru               |     |
| 49 | Nội các Yoshida lần 3        | Nội các Yoshida lần 3        | 16 tháng 2 năm 1949 – 28 tháng 6 năm 1950   | Yoshida Shigeru               |     |
| 49 |                              | Cải tổ lần 1                 | 28 tháng 6 năm 1950 – 4 tháng 7 năm 1951    | Yoshida Shigeru               |     |
| 49 |                              | Cải tổ lần 2                 | 4 tháng 7 năm 1951 – 26 tháng 12 năm 1951   | Yoshida Shigeru               |     |
| 49 |                              | Cải tổ lần 3                 | 26 tháng 12 năm 1951 – 30 tháng 10 năm 1952 | Yoshida Shigeru               |     |
| 50 | Nội các Yoshida lần 4        | Nội các Yoshida lần 4        | 30 tháng 10 năm 1952 – 21 tháng 5 năm 1953  | Yoshida Shigeru               |     |
| 51 | Nội các Yoshida lần 5        | Nội các Yoshida lần 5        | 21 tháng 5 năm 1953 – 10 tháng 12 năm 1954  | Yoshida Shigeru               |     |
| 52 | Nội các Hatoyama Ichiō lần 1 | Nội các Hatoyama Ichiō lần 1 | 10 tháng 12 năm 1954 – 19 tháng 3 năm 1955  | Hatoyama Ichirō               |     |
| 53 | Nội các Hatoyama Ichiō lần 2 | Nội các Hatoyama Ichiō lần 2 | 19 tháng 3 năm 1955 – 22 tháng 11 năm 1956  | Hatoyama Ichirō               |     |
| 54 | Nội các Hatoyama Ichiō lần 3 | Nội các Hatoyama Ichiō lần 3 | 22 tháng 11 năm 1956 – 23 tháng 12 năm 1956 | Hatoyama Ichirō               |     |
| 55 | Nội các Ishibashi            | Nội các Ishibashi            | 23 tháng 12 năm 1956 – 31 tháng 1 năm 1957  | Ishibashi Tanzan              |     |
| 56 | Nội các Kishi lần 1          | Nội các Kishi lần 1          | 31 tháng 1 năm 1957 – 10 tháng 7 năm 1957   | Kishi Nobusuke                |     |
| 56 |                              | Cải tổ                       | 10 tháng 7 năm 1957 – 12 tháng 6 năm 1958   | Kishi Nobusuke                |     |
| 57 | Nội các Kishi lần 2          | Nội các Kishi lần 2          | 12 tháng 6 năm 1958 – 18 tháng 6 năm 1959   | Kishi Nobusuke                |     |
| 57 |                              | Cải tổ                       | 18 tháng 6 năm 1959 – 19 tháng 7 năm 1960   | Kishi Nobusuke                |     |
| 58 | Nội các Ikeda lần 1          | Nội các Ikeda lần 1          | 19 tháng 7 năm 1960 – 12 tháng 8 năm 1960   | Ikeda Hayato                  |     |
| 59 | Nội các Ikeda lần 2          | Nội các Ikeda lần 2          | 12 tháng 8 năm 1960 – 18 tháng 7 năm 1961   | Ikeda Hayato                  |     |
| 59 |                              | Cải tổ lần 1                 | 18 tháng 7 năm 1961 – 18 tháng 7 năm 1962   | Ikeda Hayato                  |     |
| 59 |                              | Cải tổ lần 2                 | 18 tháng 7 năm 1962 – 18 tháng 7 năm 1963   | Ikeda Hayato                  |     |
| 59 |                              | Cải tổ lần 3                 | 18 tháng 7 năm 1963 – 9 tháng 12 năm 1963   | Ikeda Hayato                  |     |
| 60 | Nội các Ikeda lần 3          | Nội các Ikeda lần 3          | 9 tháng 12 năm 1963 – 18 tháng 7 năm 1964   | Ikeda Hayato                  |     |
| 60 |                              | Cải tổ                       | 18 tháng 7 năm 1964 – 9 tháng 11 năm 1964   | Ikeda Hayato                  |     |
| 61 | Nội các Satō lần 1           | Nội các Satō lần 1           | 9 tháng 11 năm 1964 – 3 tháng 6 năm 1965    | Satō Eisaku                   |     |
| 61 |                              | Cải tổ lần 1                 | 3 tháng 6 năm 1965 – 30 tháng 11 năm 1968   | Satō Eisaku                   |     |
| 61 |                              | Cải tổ lần 2                 | 30 tháng 11 năm 1968 – 14 tháng 1 năm 1970  | Satō Eisaku                   |     |
| 61 |                              | Cải tổ lần 3                 | 14 tháng 1 năm 1970 – 17 tháng 2 năm 1967   | Satō Eisaku                   |     |
| 62 | Nội các Satō lần 2           | Nội các Satō lần 2           | 17 tháng 2 năm 1967 – 25 tháng 11 năm 1967  | Satō Eisaku                   |     |
| 62 |                              | Cải tổ lần 1                 | 25 tháng 11 năm 1967 – 30 tháng 11 năm 1968 | Satō Eisaku                   |     |
| 62 |                              | Cải tổ lần 2                 | 30 tháng 11 năm 1968 – 14 tháng 1 năm 1970  | Satō Eisaku                   |     |
| 63 | Nội các Satō lần 3           | Nội các Satō lần 3           | 14 tháng 1 năm 1970 – 5 tháng 7 năm 1971    | Satō Eisaku                   |     |
| 63 |                              | Cải tổ                       | 5 tháng 7 năm 1971 – 7 tháng 7 năm 1972     | Satō Eisaku                   |     |
| 64 | Nội các Tanaka Kakuei lần 1  | Nội các Tanaka Kakuei lần 1  | 7 tháng 7 năm 1972 – 22 tháng 12 năm 1972   | Tanaka Kakuei                 |     |
| 65 | Nội các Tanaka Kakuei lần 2  | Nội các Tanaka Kakuei lần 2  | 22 tháng 12 năm 1972 – 25 tháng 11 năm 1973 | Tanaka Kakuei                 |     |
| 65 |                              | Cải tổ lần 1                 | 25 tháng 11 năm 1973 – 11 tháng 11 năm 1974 | Tanaka Kakuei                 |     |
| 65 |                              | Cải tổ lần 2                 | 11 tháng 11 năm 1974 – 9 tháng 12 năm 1974  | Tanaka Kakuei                 |     |
| 66 | Nội các Miki                 | Nội các Miki                 | 9 tháng 12 năm 1974 – 15 tháng 9 năm 1976   | Miki Takeo                    |     |
| 66 |                              | Cải tổ                       | 15 tháng 9 năm 1976 – 24 tháng 12 năm 1976  | Miki Takeo                    |     |
| 67 | Nội các Fukuda Takeo         | Nội các Fukuda Takeo         | 24 tháng 12 năm 1976 – 28 tháng 11 năm 1977 | Fukuda Takeo                  |     |
| 67 |                              | Cải tổ                       | 28 tháng 11 năm 1977 – 7 tháng 12 năm 1978  | Fukuda Takeo                  |     |
| 68 | Nội các Ōhira lần 1          | Nội các Ōhira lần 1          | 7 tháng 12 năm 1978 – 9 tháng 11 năm 1979   | Ōhira Masayoshi Itō Masayoshi |     |
| 69 | Nội các Ōhira lần 2          | Nội các Ōhira lần 2          | 9 tháng 11 năm 1979 – 17 tháng 7 năm 1980   | Ōhira Masayoshi Itō Masayoshi |     |
| 70 | Nội các Suzuki Zenkō         | Nội các Suzuki Zenkō         | 17 tháng 7 năm 1980 – 30 tháng 11 năm 1981  | Suzuki Zenkō                  |     |
| 70 |                              | Cải tổ                       | 30 tháng 11 năm 1981 – 27 tháng 11 năm 1982 | Suzuki Zenkō                  |     |
| 71 | Nội các Nakasone lần 1       | Nội các Nakasone lần 1       | 27 tháng 11 năm 1982 – 27 tháng 12 năm 1983 | Nakasone Yasuhiro             |     |
| 72 | Nội các Nakasone lần 2       | Nội các Nakasone lần 2       | 27 tháng 12 năm 1983 – 1 tháng 11 năm 1984  | Nakasone Yasuhiro             |     |
| 72 |                              | Cải tổ lần 1                 | 1 tháng 11 năm 1984 – 28 tháng 12 năm 1985  | Nakasone Yasuhiro             |     |
| 72 |                              | Cải tổ lần 2                 | 28 tháng 12 năm 1985 – 22 tháng 7 năm 1986  | Nakasone Yasuhiro             |     |
| 73 | Nội các Nakasone lần 3       | Nội các Nakasone lần 3       | 22 tháng 7 năm 1986 – 6 tháng 11 năm 1987   | Nakasone Yasuhiro             |     |
| 74 | Nội các Takeshita            | Nội các Takeshita            | 6 tháng 11 năm 1987 – 27 tháng 12 năm 1988  | Takeshita Noboru              |     |
| 74 |                              | Cải tổ                       | 27 tháng 12 năm 1988 – 3 tháng 6 năm 1989   | Takeshita Noboru              |     |

### Thời kỳ Bình Thành（1989 – 2019）
| TT | Nội các                 | Nội các                               | Nhiệm kỳ                                   | Thủ tướng               | Ảnh |
| -- | ----------------------- | ------------------------------------- | ------------------------------------------ | ----------------------- | --- |
| 75 | Nội các Uno             | Nội các Uno                           | 3 tháng 6 năm 1989 – 10 tháng 8 năm 1989   | Uno Sōsuke              |     |
| 76 | Nội các Kaifu lần 1     | Nội các Kaifu lần 1                   | 10 tháng 8 năm 1989 – 28 tháng 2 năm 1990  | Kaifu Toshiki           |     |
| 77 | Nội các Kaifu lần 2     | Nội các Kaifu lần 2                   | 28 tháng 2 năm 1990 – 29 tháng 12 năm 1990 | Kaifu Toshiki           |     |
| 77 |                         | Cải tổ                                | 29 tháng 12 năm 1990 – 5 tháng 11 năm 1991 | Kaifu Toshiki           |     |
| 78 | Nội các Miyazawa        | Nội các Miyazawa                      | 5 tháng 11 năm 1991 – 12 tháng 12 năm 1992 | Miyazawa Kiichi         |     |
| 78 |                         | Cải tổ                                | 12 tháng 12 năm 1992 – 9 tháng 8 năm 1993  | Miyazawa Kiichi         |     |
| 79 | Nội các Hosokawa        | Nội các Hosokawa                      | 9 tháng 8 năm 1993 – 28 tháng 4 năm 1994   | Hosokawa Morihiro       |     |
| 80 | Nội các Hata            | Nội các Hata                          | 28 tháng 4 năm 1994 – 30 tháng 6 năm 1994  | Hata Tsutomu            |     |
| 81 | Nội các Murayama        | Nội các Murayama                      | 30 tháng 6 năm 1994 – 8 tháng 8 năm 1995   | Murayama Tomiichi       |     |
| 81 |                         | Cải tổ                                | 8 tháng 8 năm 1995 – 11 tháng 1 năm 1996   | Murayama Tomiichi       |     |
| 82 | Nội các Hashimoto lần 1 | Nội các Hashimoto lần 1               | 11 tháng 1 năm 1996 – 7 tháng 11 năm 1996  | Hashimoto Ryūtarō       |     |
| 83 | Nội các Hashimoto lần 2 | Nội các Hashimoto lần 2               | 7 tháng 11 năm 1996 – 11 tháng 9 năm 1997  | Hashimoto Ryūtarō       |     |
| 83 |                         | Cải tổ                                | 11 tháng 9 năm 1997 – 30 tháng 7 năm 1998  | Hashimoto Ryūtarō       |     |
| 84 | Nội các Obuchi          | Nội các Obuchi                        | 30 tháng 7 năm 1998 – 14 tháng 1 năm 1999  | Obuchi Keizō Aoki Mikio |     |
| 84 |                         | Cải tổ lần 1                          | 14 tháng 1 năm 1999 – 5 tháng 10 năm 1999  | Obuchi Keizō Aoki Mikio |     |
| 84 |                         | Cải tổ lần 2                          | 5 tháng 10 năm 1999 – 5 tháng 4 năm 2000   | Obuchi Keizō Aoki Mikio |     |
| 85 | Nội các Mori lần 1      | Nội các Mori lần 1                    | 5 tháng 4 năm 2000 – 4 tháng 7 năm 2000    | Mori Yoshirō            |     |
| 86 | Nội các Mori lần 2      | Nội các Mori lần 2                    | 4 tháng 7 năm 2000 – 5 tháng 12 năm 2000   | Mori Yoshirō            |     |
| 86 |                         | Cải tổ (trước khi tổ chức lại các bộ) | 5 tháng 12 năm 2000 – 6 tháng 1 năm 2001   | Mori Yoshirō            |     |
| 86 |                         | Cải tổ (sau khi tổ chức lại các bộ)   | 6 tháng 1 năm 2001 – 26 tháng 4 năm 2001   | Mori Yoshirō            |     |
| 87 | Nội các Koizumi lần 1   | Nội các Koizumi lần 1                 | 26 tháng 4 năm 2001 – 30 tháng 9 năm 2002  | Koizumi Junichirō       |     |
| 87 |                         | Cải tổ lần 1                          | 30 tháng 9 năm 2002 – 22 tháng 9 năm 2003  | Koizumi Junichirō       |     |
| 87 |                         | Cải tổ lần 2                          | 22 tháng 9 năm 2003 – 19 tháng 11 năm 2003 | Koizumi Junichirō       |     |
| 88 | Nội các Koizumi lần 2   | Nội các Koizumi lần 2                 | 19 tháng 11 năm 2003 – 27 tháng 9 năm 2004 | Koizumi Junichirō       |     |
| 88 |                         | Cải tổ                                | 27 tháng 9 năm 2004 – 21 tháng 9 năm 2005  | Koizumi Junichirō       |     |
| 89 | Nội các Koizumi lần 3   | Nội các Koizumi lần 3                 | 21 tháng 9 năm 2005 – 31 tháng 10 năm 2005 | Koizumi Junichirō       |     |
| 89 |                         | Cải tổ                                | 31 tháng 10 năm 2005 – 26 tháng 9 năm 2006 | Koizumi Junichirō       |     |
| 90 | Nội các Abe lần 1       | Nội các Abe lần 1                     | 26 tháng 9 năm 2006 – 27 tháng 8 năm 2007  | Abe Shinzō              |     |
| 90 |                         | Cải tổ                                | 27 tháng 8 năm 2007 – 26 tháng 9 năm 2007  | Abe Shinzō              |     |
| 91 | Nội các Fukuda Yasuo    | Nội các Fukuda Yasuo                  | 26 tháng 9 năm 2007 – 2 tháng 8 năm 2008   | Fukuda Yasuo            |     |
| 91 |                         | Cải tổ                                | 2 tháng 8 năm 2008 – 24 tháng 9 năm 2008   | Fukuda Yasuo            |     |
| 92 | Nội các Asō             | Nội các Asō                           | 24 tháng 9 năm 2008 – 16 tháng 9 năm 2009  | Asō Tarō                |     |
| 93 | Nội các Hatoyama Yukio  | Nội các Hatoyama Yukio                | 16 tháng 9 năm 2009 – 8 tháng 6 năm 2010   | Hatoyama Yukio          |     |
| 94 | Nội các Kan             | Nội các Kan                           | 8 tháng 6 năm 2010 – 17 tháng 9 năm 2010   | Kan Naoto               |     |
| 94 |                         | Cải tổ lần 1                          | 17 tháng 9 năm 2010 – 14 tháng 1 năm 2011  | Kan Naoto               |     |
| 94 |                         | Cải tổ lần 2                          | 14 tháng 1 năm 2011 – 2 tháng 9 năm 2011   | Kan Naoto               |     |
| 95 | Nội các Noda            | Nội các Noda                          | 2 tháng 9 năm 2011 – 13 tháng 1 năm 2012   | Noda Yoshihiko          |     |
| 95 |                         | Cải tổ lần 1                          | 13 tháng 1 năm 2012 – 4 tháng 6 năm 2012   | Noda Yoshihiko          |     |
| 95 |                         | Cải tổ lần 2                          | 4 tháng 6 năm 2012 – 1 tháng 10 năm 2012   | Noda Yoshihiko          |     |
| 95 |                         | Cải tổ lần 3                          | 1 tháng 10 năm 2012 – 26 tháng 12 năm 2012 | Noda Yoshihiko          |     |
| 96 | Nội các Abe lần 2       | Nội các Abe lần 2                     | 26 tháng 12 năm 2012 – 3 tháng 9 năm 2014  | Abe Shinzō              |     |
| 96 |                         | Cải tổ                                | 3 tháng 9 năm 2014 – 24 tháng 12 năm 2014  | Abe Shinzō              |     |
| 97 | Nội các Abe lần 3       | Nội các Abe lần 3                     | 24 tháng 12 năm 2014 – 7 tháng 10 năm 2015 | Abe Shinzō              |     |
| 97 |                         | Cải tổ lần 1                          | 7 tháng 10 năm 2015 – 3 tháng 8 năm 2016   | Abe Shinzō              |     |
| 97 |                         | Cải tổ lần 2                          | 3 tháng 8 năm 2016 – 3 tháng 8 năm 2017    | Abe Shinzō              |     |
| 97 |                         | Cải tổ lần 3                          | 3 tháng 8 năm 2017 – 1 tháng 11 năm 2017   | Abe Shinzō              |     |
| 98 | Nội các Abe lần 4       | Nội các Abe lần 4                     | 1 tháng 11 năm 2017 – 2 tháng 10 năm 2018  | Abe Shinzō              |     |
| 98 |                         | Cải tổ lần 1                          | 2 tháng 10 năm 2018 – 11 tháng 9 năm 2019  | Abe Shinzō              |     |

### Thời kỳ Lệnh Hòa（2019 – nay ）
| TT  | Nội các               | Nội các                                   | Nhiệm kỳ                                   | Thủ tướng      | Ảnh |
| --- | --------------------- | ----------------------------------------- | ------------------------------------------ | -------------- | --- |
| 98  | Nội các Abe lần 4     | Nội các Abe lần 4                         | 11 tháng 9 năm 2019 – 16 tháng 9 năm 2020  | Abe Shinzō     |     |
| 98  | Cải tổ lần 2          |                                           | 11 tháng 9 năm 2019 – 16 tháng 9 năm 2020  | Abe Shinzō     |     |
| 99  | Nội các Suga          | Nội các Suga                              | 16 tháng 9 năm 2020 – 4 tháng 10 năm 2021  | Suga Yoshihide |     |
| 100 | Nội các Kishida lần 1 | Nội các Kishida lần 1                     | 4 tháng 10 năm 2021 – 10 tháng 11 năm 2021 | Kishida Fumio  |     |
| 101 | Nội các Kishida lần 2 | Nội các Kishida lần 2                     | 10 tháng 11 năm 2021 – 10 tháng 8 năm 2022 | Kishida Fumio  |     |
| 101 |                       | Cải tổ lần 1                              | 10 tháng 8 năm 2022 – 13 tháng 9 năm 2023  | Kishida Fumio  |     |
| 101 | Cải tổ lần 2          | 13 tháng 9 năm 2023 – 1 tháng 10 năm 2024 |                                            | Kishida Fumio  |     |
| 102 | Nội các Ishiba lần 1  | Nội các Ishiba lần 1                      | 1 tháng 10 năm 2024 – 11 tháng 11 năm 2024 | Ishiba Shigeru |     |
| 103 | Nội các Ishiba lần 2  | Nội các Ishiba lần 2                      | 11 tháng 11 năm 2024 –                     | Ishiba Shigeru |     |